# Kompeitō

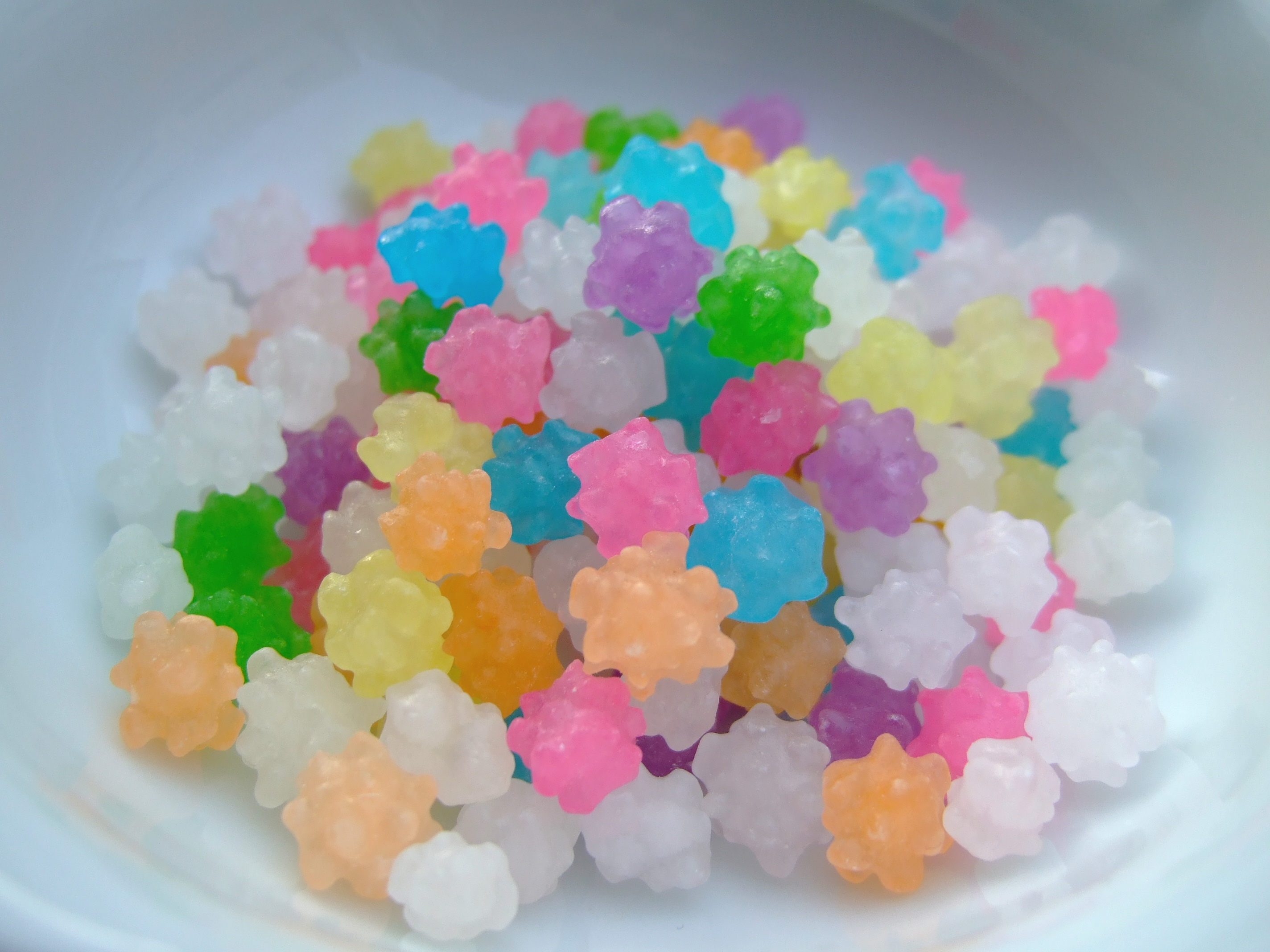
Konpeitō de varios colores.

El konpeitō (金平糖, 金米糖?) o konpeitō (金餅糖?) es un caramelo japonés.

## Historia
La palabra konpeitō viene del portugués confeito, que significa ‘caramelo de azúcar’. Fue introducido en Japón por comerciantes europeos sobre los siglos XV o XVI. La infraestructura y tecnología de refinado del azúcar no se había establecido aún en Japón por entonces. Como el konpeitō necesita mucho azúcar, era muy raro y por lo tanto, caro. En 1569, Luís Fróis, un misionero portugués, presentó un frasco de konpeitō a Oda Nobunaga para obtener el permiso para la obra misionera del Cristianismo.
En el periodo Meiji, el konpeitō ya se había establecido culturalmente como el estándar del dulce japonés. El Hada de Azúcar de El cascanueces se traducía como konpeitō no sei (金平糖の精, ‘hada de konpeitō’). Konpeitō es también el estándar del regalo de agradecimiento para las visitas dado por la familia imperial japonesa, bajo el nombre de Ponponiēru (ポンポニエール).

## Producción
El konpeitō suele tener de 5 a 10 mm de diámetro. Cada caramelo está cubierto de pequeñas protuberancias generadas en el proceso de cocción. Suele tardarse de 7 a 10 días en confeccionar konpeitō y se hacen a mano incluso en la actualidad. El proceso consiste en bañar con almíbar un tubo giratorio gigante llamado dora. Este proceso de formación es un ejemplo típico de ingeniería molecular, pues las protuberancias no se formarían si el tubo girase más rápido.